# 자유민주당 간사장
자유민주당 간사장(自由民主党幹事長)은 일본 자유민주당의 당직 중 하나로 총재를 보좌하고 당무를 집행한다. 총무회장·정무조사회장·선거대책위원장과 함께 당4역에 속한다.

## 권한
총재 다음가는 당직으로 부총재가 있지만 당칙에 의하면 부총재는 임의직이고 실권도 많지 않다. 그래서 간사장이 사실상 당내 2인자 역할을 수행한다. 당내 중진 의원들이 주로 취임하는 부총재의 당내 영향력을 무시할 수는 없지만 당칙상 규정된 부총재의 권한은 구체적인 것은 거의 없다. 또한 총재가 내각총리대신을 겸임하면 총재를 대신해 간사장이 당무 전반을 총괄하게 된다. 다만 참의원에 관한 당무는 별도로 참의원 간사장을 두고 있다.
임기는 1년이며 재임 중 사직하면 후임자는 잔여 임기만 수행한다. 총재가 새로 선임되면 남은 임기와 무관하게 간사장 임기도 종료한다. 원래는 연임 제한 규정이 따로 없었지만 2021년 9월 신임 총재가 된 기시다 후미오가 간사장을 포함한 당의 요직에 대해 임기는 1년, 연임은 3번까지로 제한했다.
간사장은 인사국·경리국·정보조사국·국제국 등 당내 조직을 관장한다. 또한 당의 통합조정기관인 임원회의에 참가할 수 있다. 55년 체제가 성립한 이래 자민당이 야당이 된 적이 거의 없어 역대 총재 중 대부분이 총리대신을 겸임했기에 자민당 간사장은 총재를 대신해 당무 전반을 직접 관리하는 것이 관례로 자리잡았다. 당의 인사와 재정도 간사장의 권한에 속한다. 간사장 대행·간사장 대리·부간사장과 간사장 밑에 두는 각 국의 국장·차장, 그리고 국회대책위원장의 임명권도 간사장에 귀속된다. 국회 상임위원장과 내각 대신·부대신·대신정무관 등 정무3역 인사에도 영향력을 행사한다. 기타 내각의 고위 공무원 인사에도 영향력을 행사했지만 2014년 내각인사국이 설립된 이후에는 영향력이 많이 줄었다.
간사장의 권한이 워낙 막대하다보니 실적을 올리면 경험·인맥·지명도 등을 쌓아 정치적 지위를 높일 수 있고 총재 후보가 되기도 한다. 역대 총재 26명 중에서 12명이 간사장 경험이 있다. 다니가키 사다카즈는 특이하게 총재를 지낸 뒤 간사장이 되었다.
자민당이 여당일 때는 총리대신 임시대리 예정자 1위로 지정되어 있어 내각의 2인자인 내각관방장관보다 격이 높은 것으로 간주한다. 2004년 간사장이 된 다케베 쓰토무는 총리대신 집무실을 방문했다가 관방장관실을 가려고 하자 "간사장이 갈 것이 아니라 관방장관을 여기로 불러라"라는 얘기를 들은 적도 있다고 한다.
중·참 양원의 의원운영위원회와 당의 국회대책위원회 등을 통해 국회 운영과 의안 심의를 지휘하는 역할도 수행한다. 다른 당과 교섭하거나 연립 정권을 구성할 때 창구 역할을 맡으며 정책 협의·국회 운영 지도 등을 통해 간접적으로 정책의 기획·입안에 영향력을 행사한다.

### 선거 활동 지휘
선거를 지휘해 당을 승리로 이끄는 것은 간사장의 주요 역할이다. 선거 공천권을 실질적으로 행사하고 당의 재정도 관리하기 때문에 선거 시즌이 되면 당내 발언권이 강해지고 그에 걸맞은 책임도 져야 하기 때문이다. 일본 중의원 의원 총선거에서 소선거구제가 도입되면서 영향력이 더 강해졌다. 과거의 중선거구제에 비해 소선거구제는 공천을 받지 못한 채 출마해도 당선되기가 어렵고 공천도 한 명만 받을 수 있기 때문이다.
하지만 2007년 후쿠다 야스오가 신임 총재가 된 뒤 총재 직속 선거대책위원회를 설치하면서 선거대책위원장이 당3역에 포함돼 당4역이 되면서 선거에 있어 총재의 영향력이 늘고 간사장의 영향력이 줄게 되었다. 2009년 총재로 당선된 다니가키가 선거대책위원회를 해체하면서 다시 간사장의 권한으로 돌아왔지만 2012년 총재가 된 아베 신조가 총재 직속 선거대책위원회을 재설치했다.

## 총간 분리
총재를 배출한 파벌은 간사장을 배출하지 않는다는 자민당 내부의 관례를 이른바 총간 분리라고 부른다. 1979년 이래 24년 동안 유지되었다. 각료 임면권을 가진 총재(총리대신)와 당직 임면권과 선거 공천권을 가진 간사장이 같은 파벌에서 나오면 특정 파벌에 대한 권력 집중 현상이 생기기 때문이 이를 막는 것이 취지다. 그 때문에 총재가 리더십을 발휘하기 힘든 환경을 조성했다는 비판도 받았다.
자민당 창당 이래 간사장은 총재와 가까운 인사가 선임되는 것이 일반적이었다. 하지만 1974년 다나카 가쿠에이가 록히드 사건의 여파로 총재직에서 물러난 뒤 부총재 시나 에쓰사부로가 미키 다케오를 후임 총재로 추대하는 대신 간사장을 자신의 파벌에서 배출하지 말 것을 요구한 시나 재정을 계기로 관행이 바뀌었다. 미키의 후임 총재는 후쿠다 다케오였는데 오히라 마사요시와 손을 잡고 총재가 되었기에 간사장에 자신의 파벌이 아닌 오히라를 지명해야 했다. 후쿠다의 후임으로 오히라가 총재가 되자 자신의 파벌에 속하는 스즈키 젠코를 간사장에 임명코자 했으나 스즈키가 오히라의 총재 선거 승리를 위한 책임자였고 다나카와 가까운 사이라는 점 때문에 반(反)다나카 세력인 비주류의 반발을 불러왔다. 결국 오히라는 자신의 파벌에 속하긴 하지만 비주류와의 관계가 원만한 사이토 구니키치를 간사장으로 기용했다. 이후 1979년에 치러진 제35회 일본 중의원 의원 총선거에서 자민당이 대패하자 타협책으로 나카소네파에서 간사장을 지명했다. 이러한 과정을 거치면서 1980년대부터는 확실하게 총간 분리가 자리를 잡게 되었다.
1981년 스즈키가 총재가 되면서 다나카파인 니카이도 스스무가 간사장에 취임했다. 다나카는 총재 자리 복귀에 대한 열망을 불태우고 있었는데 자신의 파벌에 속하는 다른 의원이 총재가 되면 파벌 회장인 자신은 선배로서 총재직 복귀가 힘들어지므로 총재직 대신 간사장직을 나누어준 것이었다. 다나카의 파벌을 다케시타 노보루가 물려받은 뒤에도 이 현상은 지속되었는데 이 기간 동안 다나카-다케시타 파벌이 아닌 의원으로 간사장이 된 경우는 다나카 로쿠스케와 아베 신타로뿐이었다. 다나카 로쿠스케는 다나카 가쿠에이와 가까운 사이였기에 간사장이 될 수 있었고 아베의 경우는 다케시타가 직접 총재로 취임했기에 간사장이 되었다. 따라서 다나카-다케시타파는 자신의 파벌에서 총재가 나오지 않으면 간사장직을 독점하여 총재의 당 운영을 견제할 수 있었다. 이는 총간 분리가 정착되는 또 하나의 이유이기도 하다.
1994년 중의원 의원 총선거에 소선거구제가 도입되자 파벌의 영향력이 줄어들고 중앙당으로 권력이 집중됐다. 그리고 파벌 중심의 당 운영에 불만을 가지고 있던 고이즈미 준이치로가 총재가 되면서 파벌의 영향력은 더더욱 감소했다. 고이즈미는 총재가 된 이후 야마사키파의 영수인 야마사키 다쿠를 지명했다. 겉보기엔 총간 분리 원칙이 지켜졌지만 야마사키는 고이즈미의 맹우였고 무엇보다 다나카-다케시타파를 이은 하타모토파가 철저하게 배제되었단 점에서 주류파가 총재직과 간사장직을 모두 차지한 셈이 되었다. 총재 재선에 성공한 뒤인 2003년에는 자신의 파벌에 속하는 아베 신조를 간사장에 기용해 24년 동안 이어져 온 총간 분리는 종말을 고했다. 아베의 후임에는 야마사키파에 속하는 다케베 쓰토무였는데 이는 당내 융화를 도모한 인사가 아니라 총재의 의향을 잘 읽고 실행할 수 있는 사람을 고른 것이었다. 고이즈미의 후임으로 총재가 된 아베도 같은 파벌에 속하는 나카가와 히데나오를 간사장에 앉히면서 총간 분리는 그 취지를 완전히 상실했다. 이후에도 총재 파벌이 아닌 의원이 간사장이 되는 경우가 있긴 하지만 파벌 항쟁을 억제한다는 당초의 취지는 더 이상 의미를 상실했다.

## 보좌직
간사장을 보좌하기 위해 간사장 대행·간사장 대리·부간사장이 있다. 부간사장은 정원이 30명 이내로 되어 있는데 그 중에서 간사장 대행과 간사장 대리를 지명한다. 당칙에 규정된 것은 아니지만 간사장 대행과 간사장 대리를 제외한 부간사장 중 한 명을 수석부간사장으로 둔다.
원래는 간사장 대리가 간사장의 보좌직 중 가장 필두였는데 2011년 10월 신설된 간사장 대행이 필두가 되었다. 2009년 9월 자민당이 야당으로 밀려나면서 각료 임명이 불가능해지자 의원들의 자리를 보전해주기 위해 간사장 대리를 6명까지 임명할 수 있도록 당칙을 고쳤다. 그리고 새롭게 간사장을 보좌하기 위한 간사장 대행도 신설했던 것이다. 당칙에는 간사장 대행과 간사장 대리의 직무를 합쳐서 간사장의 명을 받아 그 직무를 대행한다고만 언급하고 있어 구분이 되어 있지 않다. 다만 간사장 대리는 각료 경험자가 주로 임명되고 당칙에 규정된 일람표에 간사장 대행이 간사장 대리보다 앞선다는 점에 착안해 간사장 대행을 간사장 대리보다 높은 격으로 간주한다.
총간 분리 원칙에 따라 간사장이 총재 파벌 이외에서 기용될 때 간사장 대행은 총재 파벌에서 배출하는 경우가 많았다. 이때의 역할은 총재의 뜻을 받들어 간사장을 감시하는 것이었다.
부간사장은 각 파벌에서 선발된다. 원래는 파벌 내에서 준간부에 해당하는 4~5선 의원들이 대신직 대신 등용되는 경우가 많았다. 그러다가 모리 요시로 때 당 집행부가 더 젊어져야 한다며 2~3선 의원들이 등용되기 시작했다.
간사장 보좌직은 간사장의 수족이 되어 당무를 담당한다. 또한 당 집행부와 각 파벌 간의 연락과 조정을 수행하며 당의 부회장·부부회장, 내각의 부대신·대신정무관, 국회의 상임위원장 등 인사에 대해 파벌의 의향을 절충한다.

## 역대 간사장
| 대수 | 이름              | 이름                | 재임 기간               | 출신 파벌               | 총재              |
| ---- | ----------------- | ------------------- | ----------------------- | ----------------------- | ----------------- |
| 초대 |                   | 기시 노부스케       | 1955년 11월~1956년 12월 | 기시파                  | 하토야마 이치로   |
| 2대  |                   | 미키 다케오         | 1956년 12월~1957년 7월  | 미키·마쓰무라파         | 이시바시 단잔     |
| 3대  | 기시 노부스케     | 미키 다케오         | 1956년 12월~1957년 7월  | 미키·마쓰무라파         |                   |
| 4대  | 기시 노부스케     |                     | 가와시마 쇼지로         | 1957년 7월~1959년 1월   | 기시파            |
| 5대  | 기시 노부스케     |                     | 후쿠다 다케오           | 1959년 1월~1959년 6월   | 기시파            |
| 6대  | 기시 노부스케     |                     | 가와시마 쇼지로         | 1959년 6월~1960년 7월   | 기시파            |
| 7대  |                   | 마스타니 슈지       | 1960년 7월~1961년 7월   | 이케다파                | 이케다 하야토     |
| 8대  |                   | 마에오 시게사부로   | 1961년 7월~1964년 7월   | 이케다파                | 이케다 하야토     |
| 9대  |                   | 미키 다케오         | 1964년 7월~1965년 6월   | 미키·마쓰무라파         | 이케다 하야토     |
| 10대 | 사토 에이사쿠     | 미키 다케오         | 1964년 7월~1965년 6월   | 미키·마쓰무라파         |                   |
| 11대 | 사토 에이사쿠     |                     | 다나카 가쿠에이         | 1965년 6월~1966년 12월  | 사토파            |
| 12대 | 사토 에이사쿠     |                     | 후쿠다 다케오           | 1966년 12월~1968년 11월 | 후쿠다파          |
| 13대 | 사토 에이사쿠     |                     | 다나카 가쿠에이         | 1968년 11월~1971년 6월  | 사토파            |
| 14대 | 사토 에이사쿠     |                     | 호리 시게루             | 1971년 6월~1972년 7월   | 사토파            |
| 15대 |                   | 하시모토 도미사부로 | 1972년 7월~1974년 11월  | 다나카파                | 다나카 가쿠에이   |
| 16대 |                   | 니카이도 스스무     | 1974년 11월~1974년 12월 | 다나카파                | 다나카 가쿠에이   |
| 17대 |                   | 나카소네 야스히로   | 1974년 12월~1976년 9월  | 나카소네파              | 미키 다케오       |
| 18대 |                   | 우치다 쓰네오       | 1976년 9월~1976년 12월  | 오히라파                | 미키 다케오       |
| 19대 |                   | 오히라 마사요시     | 1976년 12월~1978년 12월 | 오히라파                | 후쿠다 다케오     |
| 20대 |                   | 사이토 구니키치     | 1978년 12월~1979년 11월 | 오히라파                | 오히라 마사요시   |
| 21대 |                   | 사쿠라우치 요시오   | 1979년 11월~1981년 11월 | 나카소네파              | 오히라 마사요시   |
| 22대 | 스즈키 젠코       | 사쿠라우치 요시오   | 1979년 11월~1981년 11월 | 나카소네파              |                   |
| 23대 | 스즈키 젠코       |                     | 니카이도 스스무         | 1981년 11월~1983년 12월 | 다나카파          |
| 24대 | 나카소네 야스히로 |                     | 니카이도 스스무         | 1981년 11월~1983년 12월 | 다나카파          |
| 25대 | 나카소네 야스히로 |                     | 다나카 로쿠스케         | 1983년 12월~1984년 10월 | 스즈키파          |
| 26대 | 나카소네 야스히로 |                     | 가네마루 신             | 1984년 10월~1986년 7월  | 다나카파          |
| 27대 | 나카소네 야스히로 |                     | 다케시타 노보루         | 1986년 7월~1987년 10월  | 다케시타파        |
| 28대 |                   | 아베 신타로         | 1987년 10월~1989년 6월  | 아베파                  | 다케시타 노보루   |
| 29대 |                   | 하시모토 류타로     | 1989년 6월~1989년 8월   | 다케시타파              | 우노 소스케       |
| 30대 |                   | 오자와 이치로       | 1989년 8월~1991년 4월   | 다케시타파              | 가이후 도시키     |
| 31대 |                   | 오부치 게이조       | 1991년 4월~1991년 10월  | 다케시타파              | 가이후 도시키     |
| 32대 |                   | 와타누키 다미스케   | 1991년 10월~1992년 12월 | 다케시타파              | 미야자와 기이치   |
| 33대 |                   | 가지야마 세이로쿠   | 1992년 12월~1993년 7월  | 오부치파                | 미야자와 기이치   |
| 34대 |                   | 모리 요시로         | 1993년 7월~1995년 8월   | 미쓰즈카파              | 고노 요헤이       |
| 35대 |                   | 미쓰즈카 히로시     | 1995년 8월~1995년 10월  | 미쓰즈카파              | 고노 요헤이       |
| 36대 |                   | 가토 고이치         | 1995년 10월~1998년 7월  | 미야자와파              | 하시모토 류타로   |
| 37대 |                   | 모리 요시로         | 1998년 7월~2000년 4월   | 모리파                  | 오부치 게이조     |
| 38대 |                   | 노나카 히로무       | 2000년 4월~2000년 12월  | 하시모토파              | 모리 요시로       |
| 39대 |                   | 고가 마코토         | 2000년 12월~2001년 4월  | 호리우치파              | 모리 요시로       |
| 40대 |                   | 야마사키 다쿠       | 2001년 4월~2003년 9월   | 야마사키파              | 고이즈미 준이치로 |
| 41대 |                   | 아베 신조           | 2003년 9월~2004년 9월   | 모리파                  | 고이즈미 준이치로 |
| 42대 |                   | 다케베 쓰토무       | 2004년 9월~2006년 9월   | 야마사키파              | 고이즈미 준이치로 |
| 43대 |                   | 나카가와 히데나오   | 2006년 9월~2007년 8월   | 마치무라파              | 아베 신조         |
| 44대 |                   | 아소 다로           | 2007년 8월~2007년 9월   | 아소파                  | 아베 신조         |
| 45대 |                   | 이부키 분메이       | 2007년 9월~2008년 8월   | 이부키파                | 후쿠다 야스오     |
| 46대 |                   | 아소 다로           | 2008년 8월~2008년 9월   | 아소파                  | 후쿠다 야스오     |
| 47대 |                   | 호소다 히로유키     | 2008년 9월~2009년 9월   | 마치무라파              | 아소 다로         |
| 48대 |                   | 오시마 다다모리     | 2009년 9월~2010년 9월   | 고무라파                | 다니가키 사다카즈 |
| 49대 |                   | 이시하라 노부테루   | 2010년 9월~2012년 9월   | 야마사키파              | 다니가키 사다카즈 |
| 50대 |                   | 이시바 시게루       | 2012년 9월~2014년 9월   | 무파벌                  | 아베 신조         |
| 51대 |                   | 다니가키 사다카즈   | 2014년 9월~2016년 8월   | 다니가키 그룹           | 아베 신조         |
| 52대 |                   | 니카이 도시히로     | 2016년 8월~2021년 10월  | 니카이파                | 아베 신조         |
| 53대 | 스가 요시히데     | 니카이 도시히로     | 2016년 8월~2021년 10월  | 니카이파                |                   |
| 54대 |                   | 아마리 아키라       | 2021년 10월~2021년 11월 | 아소파                  | 기시다 후미오     |
| 55대 |                   | 모테기 도시미쓰     | 2021년 11월~2024년 9월  | 모테기파                | 기시다 후미오     |
| 56대 |                   | 모리야마 히로시     | 2024년 9월              | 무파벌                  | 이시바 시게루     |

## 참고 문헌
- 奥島貞雄 (2005). 《自民党幹事長室の30年》 [자민당 간사장실 30년] (일본어). 中公文庫. ISBN 9784122045934.
- 浅川博忠 (2002). 《自民党幹事長というお仕事》 [자민당 간사장이라는 자리] (일본어). 亜紀書房. ISBN 9784750501208.
- 飯尾潤 (2019). 《現代日本の政治》 [현대 일본의 정치]. 放送大学教材 (일본어). 放送大学教育振興会. ISBN 9784595319464.